# Station Simiane
Station Simiane is een spoorwegstation in de Franse gemeente Simiane-Collongue.